# Vaal-Stausee
Der Vaal-Stausee (englisch: Vaal Dam) ist eine Talsperrenanlage in Südafrika.

## Beschreibung

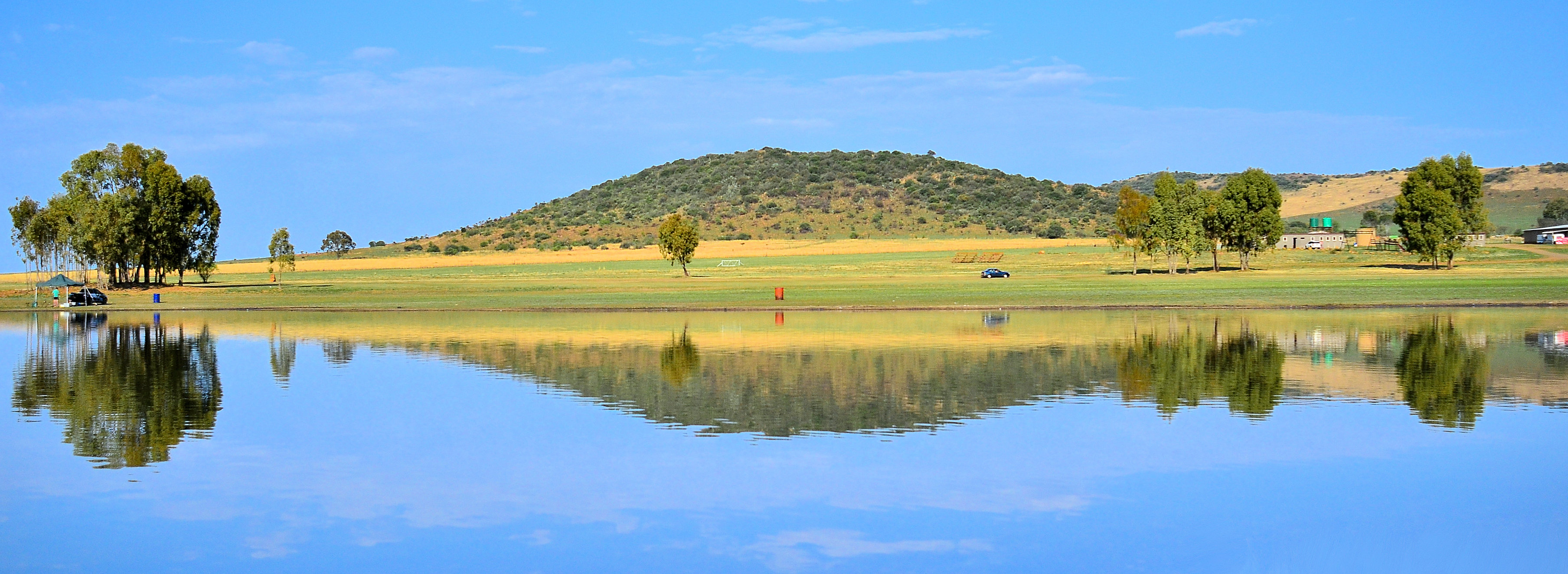
Vaal-Stausee

Das Bauwerk liegt in der Provinz Gauteng bei Deneysville und wird als wasserwirtschaftliche Anlage vom Staatsunternehmen Rand Water genutzt. Sie befindet sich etwa 70 Kilometer südöstlich von Johannesburg und rund 20 Kilometer südöstlich von Vereeniging. Der Stausee ist der flächenmäßig größte See in Südafrika. Er staut das Wasser des Vaal sowie des Wilge River – zudem wird im Rahmen des Lesotho Highlands Water Project gezielt Wasser in ihn und seine Zuflüsse geleitet.
Seine Errichtung begann Anfang der 1930er Jahre und wurde 1938 abgeschlossen.

## Nutzung
Der Stausee dient der Wasserversorgung der Provinz Gauteng und angrenzender Gebiete. Daneben ist er das größte Wassersportgebiet im südafrikanischen Binnenland. An seinen Ufern entwickeln sich zunehmend Siedlungen.
Von der Fertigstellung des Sees bis ins Jahr 1950 landeten auch von London kommende Flugboote auf dem See. Die letzte solche Verbindung der BOAC wurde vom Start in Southampton zum Vaal-Stausee in fünf Tagesetappen zurückgelegt. Die letzten dabei eingesetzten Flugzeuge waren vom Typ Short Solent, während es sich zur Eröffnung des Flugbetriebs um ein Flugzeug vom Typ Short Empire mit dem Taufnamen „Castor“ handelte.

## Daten
- Maximale Wassertiefe des Stausees: 47 m